# Campbell (Nowy Jork)
Campbell – miasto w Stanach Zjednoczonych, w stanie Nowy Jork, w hrabstwie Steuben.